# André Chantemesse
Pour les articles homonymes, voir Chantemesse.
André Chantemesse, né au Puy dans la Haute-Loire le 13 octobre 1851 et mort à Paris le 25 février 1919, est un médecin et biologiste français, élève de Louis Pasteur, reconnu pour ses travaux sur la fièvre typhoïde.

## Aperçu biographique
Fils d'un négociant en dentelles, il poursuit sa scolarité au collège d'Aurillac où il rencontre Émile Roux. Il travaille dans l'industrie de la dentelle à Paris entre 1871 et 1875. En 1876, à l'âge de 25 ans, il entame tardivement des études de médecine.
À l'École de médecine de Paris, il lie connaissance avec Louis Martin, originaire comme lui du Puy. En 1884, il soutient sa thèse de doctorat intitulée: Étude sur la méningite tuberculeuse de l'adulte : les formes anormales en particulier. L'année suivante, il est envoyé à Berlin par le ministère de l'Instruction publique en mission d'étude au laboratoire bactériologique de Robert Koch. Celui-ci venait d'isoler, en 1882, le bacille de la tuberculose, plus tard appelé bacille de Koch.
À son retour à Paris en 1885, il intègre l'équipe pasteurienne des médecins du service de la rage. En 1886, il entreprend des travaux sur la fièvre typhoïde. Il relate trois observations nouvelles pour l'époque :
- les épidémies de fièvre typhoïde coïncident avec les distributions d'eau de la Seine à Paris (1887) ;
- le rôle "typhogène" de certaines huîtres (1896) ;
- le rôle des porteurs latents de bacille (1902).

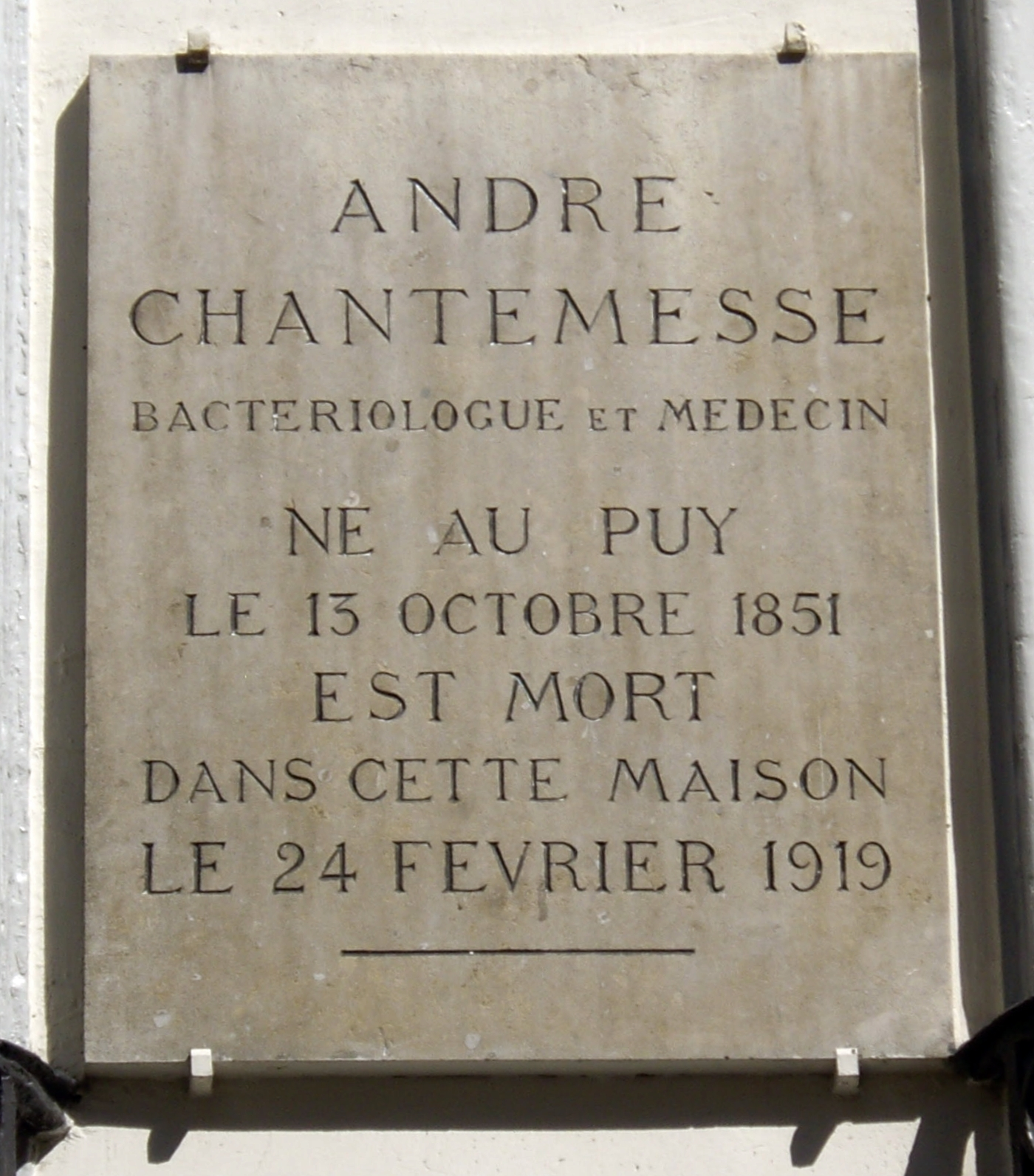
Plaque commémorative au no 30 de la rue Boissy-d'Anglas.

En 1888, avec Fernand Widal, il met au point la première méthode de sérothérapie contre la typhoïde, obtenant ce que l'on nommera sérum de Chantemesse.
En 1890, il devient membre de l'Assemblée de l'Institut Pasteur et soigne Louis Pasteur  pendant les dernières années de sa vie. En 1897, il est nommé professeur de pathologie expérimentale et comparée à la faculté de médecine de Paris. Élu membre de l'Académie de médecine en 1901, il fonde et dirige à partir de 1906 une revue mensuelle, L'hygiène générale et appliquée. En 1911 il soigne Gustave Mahler à Paris.
Il meurt de la grippe espagnole le 25 février 1919 à son domicile 30 Rue Boissy-d'Anglas dans le 8e arrondissement de Paris. Il est inhumé au cimetière du Nord du Puy-en-Velay.

## Œuvres et publications
- Étude sur la méningite tuberculeuse de l'adulte. Les formes anormales en particulier, [Thèse de médecine de Paris, n° 124], 1884, Texte intégral.
- « L'épidémie colérique de Constantinople en 1893 », in: Gazette Médicale d'Orient, [publiée par La Société Impérial de Médecine de Constantinople], 1894, vol. 38, no 22–24, p. 282.
- Titres et travaux scientifiques,G. Steinheil (Paris), 1897, Texte intégral.
- Titres et travaux scientifiques, G. Carré et C. Naud (Paris), 1901, Texte intégral.
- Police sanitaire maritime. Projet d'un règlement de surveillance et de police sanitaire maritimes, O. Doin (Paris), 1907, lire en ligne sur Gallica.
- Rapport général à M. le président du conseil, ministre de l'Intérieur, sur les épidémies qui ont sévi en France pendant l'année 1905 , [fait au nom de la Commission permanente des épidémies de l'Académie de médecine], Impr. administrative (Melun), 1907, 48 p., in-4, lire en ligne sur Gallica.
- Sérothérapie de la fièvre typhoïde[Opsonisation antityphoide], imp. de la Cour d'Appel (Paris), 1907, Texte intégral.
- Frontières et prophylaxie, Doin (Paris), 1907, Texte intégral.
- Notice sommaire sur les travaux scientifiques, Octave Doin et fils (Paris), 1911, Texte intégral.

En collaboration
- avec Dr Eugène d'Heilly: Note sur un cas de cécité et de surdité verbales, impr. de V. Goupy et Jourdan (Paris), 1883, 11 p., lire en ligne sur Gallica.
- avec Fernand Widal:
  - Recherches sur le bacille typhique et l'étiologie de la fièvre typhoïde, Masson (Paris), 1887.
  - De l'immunité contre le virus de la fièvre typhoïde conférée par des substances solubles, Charaire (Sceaux), 1888.
- avec W.-W. Podwyssotsky:Pathologie générale et expérimentale, C. Naud (Paris), 1901-1905, 2 vol. gr. in-8°:

1. Tome premier (1901) lire en ligne sur Gallica.
2. Tome second (1905) lire en ligne sur Gallica.

- avec Frédéric Borel: Mouches et choléra, J.-B. Baillière et fils (Paris), 1906, 1 vol., 96 p., lire en ligne sur Gallica.
- avec Jacques-Pierre Dupuy et Frédéric Borel: Traité d'hygiène maritime, [Première partie, L'hygiène dans la navigation de commerce], O. Doin et fils (Paris), 1 vol. (VIII-635 p.), in-8, lire en ligne sur Gallica.

## Titres et hommages
- Commandeur de la Légion d'Honneur (1912)[4]

Par arrêté du 11 avril 1932 une voie du 16e arrondissement de Paris a reçu le nom d’avenue Chantemesse en son honneur. Un boulevard de la ville du Puy-en-Vlay porte son nom, par décision du conseil municipal de cette commune, du 16 avril 1919.
En octobre 1982 la poste lui consacre un timbre horizontal à surtaxe.